# أوكوود (جورجيا)
أوكوود (بالإنجليزية: Oakwood, Georgia)‏ هي مدينة تقع في مقاطعة هال، جورجيا بولاية جورجيا في الولايات المتحدة. تبلغ مساحة هذه المدينة 8.1 (كم²)، وترتفع عن سطح البحر 353 م، بلغ عدد سكانها 3970 نسمة في عام 2010 حسب إحصاء مكتب تعداد الولايات المتحدة.

## وصلات خارجية
- www.cityofoakwood.net
- Cities & Counties - Georgia.gov